# Érize-la-Brûlée
Érize-la-Brûlée é uma comuna francesa na região administrativa de Grande Leste, no departamento de Meuse. Estende-se por uma área de 10,82 km². Em 2010 a comuna tinha 193 habitantes (densidade: 17,8 hab./km²).